# Wikipédia em persa

Logo da Wikipédia em persa

A Wikipédia em persa (em persa: ویکی‌پدیا، دانشنامهٔ آزاد Vikipedia, Daneshname-ye Azad, meaning "Wikipedia, The Free Encyclopedia") é a versão da Wikipédia em língua persa. Esta edição do projeto foi criada em dezembro de 2003. Passou do millestone de 1000 artigos em 16 de dezembro de 2004 e do de 10000 artigos em 18 de fevereiro de 2006. Até 6 de maio de 2009, ela possuía 60.083 artigos.
A Wikipédia em persa foi iniciada pelos esforços envidados de Roozbeh Pournader e outros colaboradores.